# Krzysztof Bukalski
Krzysztof Bukalski (Cracovia, 22 settembre 1970) è un ex calciatore polacco, di ruolo centrocampista.

## Carriera

### Club
Durante la sua carriera ha giocato con varie squadre di club, tra cui principalmente l'Hutnik Cracovia. Nel 2002 è stato in prova al Fiorenzuola, senza tuttavia poter essere tesserato dalla società piacentina partecipante al campionato di Serie C2.

### Nazionale
Conta 17 presenze e 2 reti con la Nazionale polacca.